# Olivier-François Ameline
Pour les articles homonymes, voir Ameline.
Olivier-François Ameline est un homme politique français né le 16 août 1862 à Saint-Coulomb et décédé le 8 juillet 1935, à Saint-Malo, en Ille-et-Vilaine.

## Biographie
Industriel et négociant influent, Olivier-François Ameline occupe de nombreuses fonctions de notable local. Juge au tribunal de commerce, vice-président de la Chambre de commerce malouine, président de divers syndicats professionnels, conseiller du commerce extérieur, président de l'Union des exportateurs et administrateur de la Banque de France, il est également le pionnier du commerce de la pomme de terre nouvelle dans la région.
Candidat aux élections législatives de 1924 sur la liste départementale d'Union républicaine et de concorde nationale, il est élu député  d'Ille-et-Vilaine et rejoint le puissant groupe parlementaire de l'Union républicaine démocratique, émanation de la conservatrice Fédération républicaine à la Chambre des députés.
Son activité parlementaire a essentiellement trait aux questions relatives à la marine marchande, à l'industrie et au commerce. Il choisit de ne pas se représenter lors du renouvellement de 1928 et décède quelques années après la fin de son mandat.

## Sources
- « Olivier-François Ameline », dans le Dictionnaire des parlementaires français (1889-1940), sous la direction de Jean Jolly, PUF, 1960 [détail de l’édition]